# Pfunds
Pfunds est une commune autrichienne du district de Landeck dans le Tyrol.

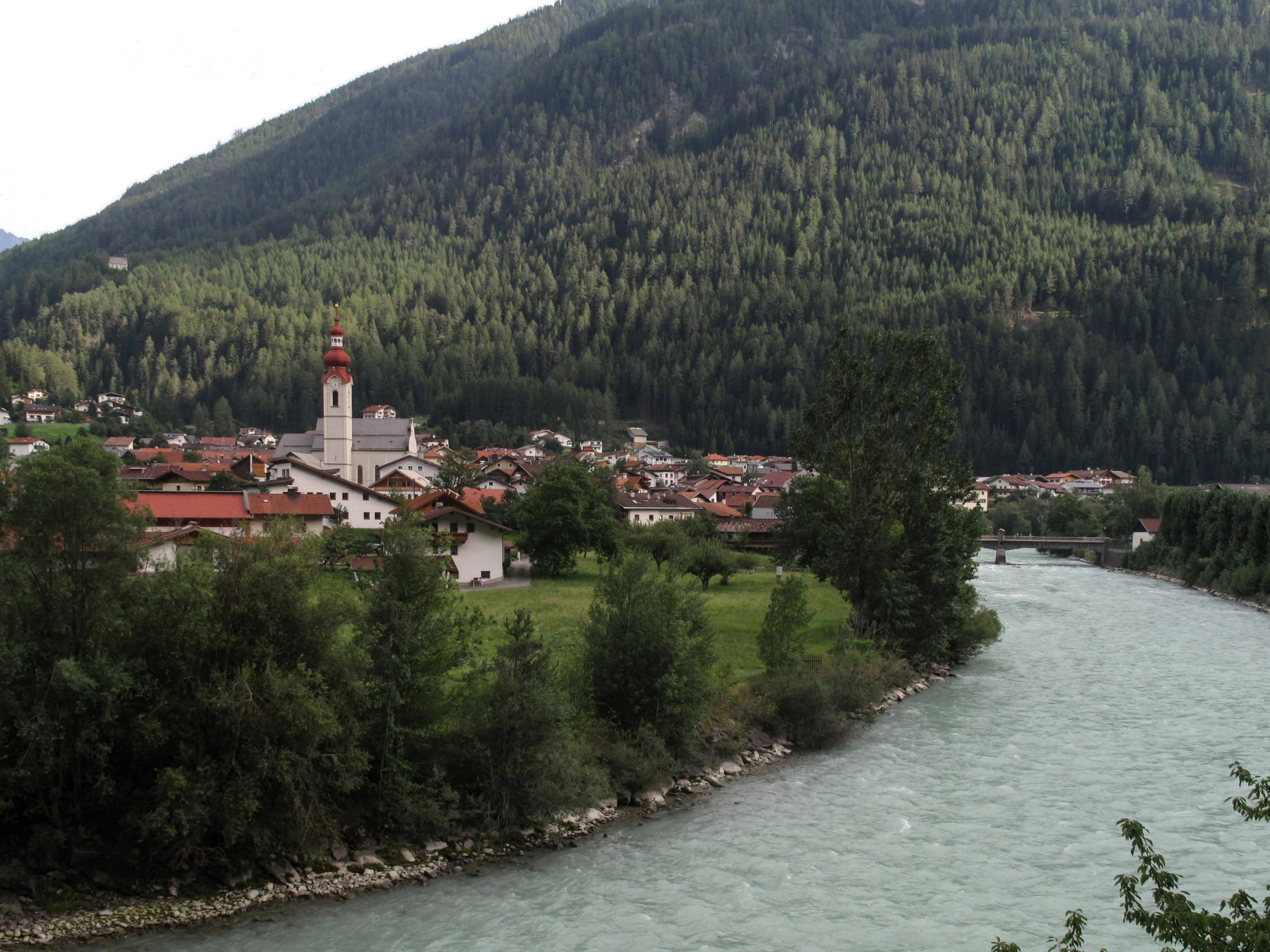
Pfunds, vue sur le village

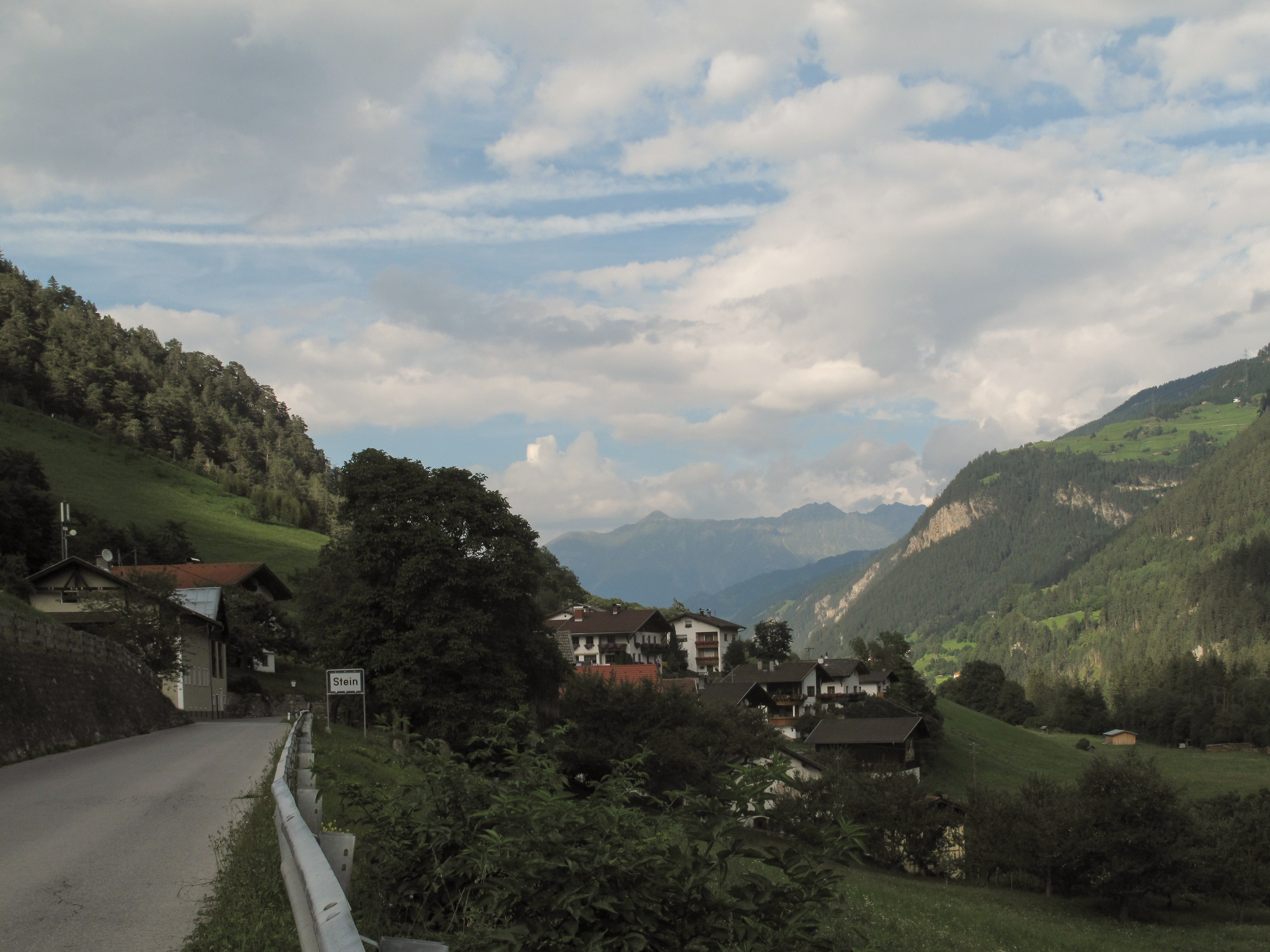
Stein, vue sur le village